# Natação nos Jogos Olímpicos de Verão de 1904 - 100 jardas costas masculino
A prova de 100 jardas livre da natação foi realizada como parte dos programa da Natação nos Jogos Olímpicos de Verão de 1904. Foi a primeira edição do evento nesta distância nos Jogos Olímpicos e a única vez em que a distância de milhas foi utilizada.
Seis nadadores de duas nações competiram.

## Medalhistas
| Ouro   | GER Walter Brack    |
| Prata  | GER Georg Hoffmann  |
| Bronze | GER Georg Zacharias |

## Resultados

### Final
| Pos.              | Nadador         | CON                | Tempo        | Notas |
| ----------------- | --------------- | ------------------ | ------------ | ----- |
| Medalha de ouro   | Walter Brack    | GER Alemanha       | 1:16.8       |       |
| Medalha de prata  | Georg Hoffman   | GER Alemanha       | Desconhecido |       |
| Medalha de bronze | Georg Zacharias | GER Alemanha       | Desconhecido |       |
| 4                 | Bill Orthein    | USA Estados Unidos | Desconhecido |       |
| 5-6               | David Hammond   | USA Estados Unidos | Desconhecido |       |
| 5-6               | Edwin Swatek    | USA Estados Unidos | Desconhecido |       |